# 布萊頓宮殿碼頭

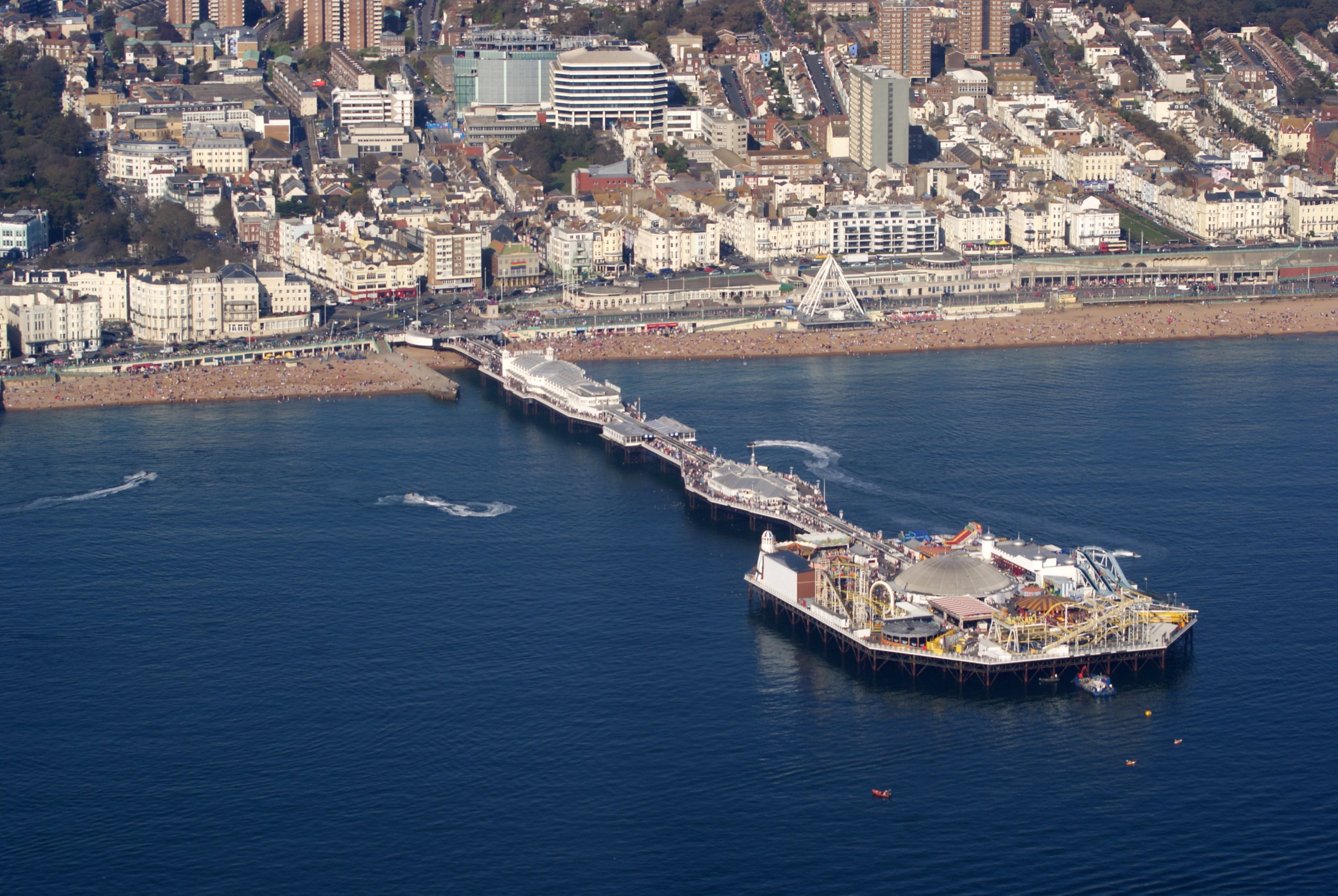

白禮頓宮殿碼頭（英語：Brighton Palace Pier）是位於英國英格蘭南部海濱城市布萊頓的休閒碼頭建築，開業於1899年。布萊頓碼頭的正式名稱曾是宮殿碼頭，在2000年改為布萊頓碼頭。2016年7月，布萊頓碼頭的所有者再宣布將把布萊頓碼頭改名為布萊頓宮殿碼頭。布萊頓碼頭也經常出現在電影和電視。